# 小郡小学校
山口市立小郡小学校（やまぐちしりつ おごおりしょうがっこう）は、山口県山口市小郡下郷254番地3にある公立小学校。

## 概要
小郡小学校は、明治6年（1873年）1月に創立された歴史ある小学校。旧小郡町が山口市に編入されたことで、平成17年に山口市立小郡小学校となった。2023年度には創立150周年を迎えた。

## 沿革
明治　６年　　１月 創立､南吉敷第一小学校と称する｡場所は信光寺。 
明治　６年　１１月 下郷小学校と称する。 
明治　８年　　８月 椹野小学校と称する。 
明治２５年　　７月 椹野尋常小学校と改称する。 
明治２５年　１１月 椹野尋常高等小学校と改称する。 
明治４１年　　４月 小郡尋常高等小学校と改称する。（町内１小学校２分教場） 
明治４３年　　６月 現在地に移転する。 
昭和　６年　　２月 仁保津分教場を廃止する。 
昭和１１年 　　　　校歌歌唱祭を開く。育英会が結成される。 
昭和１６年　　４月 小郡国民学校と改称する。 
昭和１８年 　　　　開校７０周年記念式典を挙行する。 
昭和１９年　　４月 山口市に合併、山口市立小郡国民学校となる。 
昭和２１年 　　　　校内音楽会が行われる。 
昭和２２年　　４月 山口市立小郡小学校となる。 
昭和２３年 　　　　育英会をPTAとして新しく発足する。 
昭和２４年　１１月 山口市から分離、小郡町立小郡小学校となる。 
昭和２５年 　　　　NHK合唱コンクール山口県大会１位　 
　　　　　　　　　（以後昭和３５年まで８回連続山口県大会１位） 
昭和４２年　　３月 藪台分校を廃止する。 
昭和４６年 　　　　NHK合唱コンクール山口県大会１位 
昭和４８年　　１月 開校１００周年記念を挙行する。 
昭和５４年 　　　　ブラスバンドクラブが結成される。 
昭和５５年　　８月 吹奏楽コンクール山口県大会金賞受賞 
　　　　　　　　　（以後平成２年まで、連続１０回金賞受賞） 
昭和５６年　　４月 学校分離し、上郷小学校が開設される。 
昭和５８年　１０月 開校１１０周年記念式を挙行する。 
昭和５９年　　８月 吹奏楽コンクール山口県大会１位 （以後平成元年まで、２回山口県大会１位） 
平成　元年　１０月 山口県学校美術展（彫塑・工作）最優秀校５年連続受賞 
平成　４年　　４月 学校分離し、小郡南小学校が開設される。 
平成　５年　　１月 開校１２０周年記念式を挙行する。 
平成　５年　　８月 北校舎改築工事始まる。 
平成　６年　　８月 北校舎建築竣工式を挙行する。 
平成　７年　　８月 中校舎を解体する。 
平成　８年　　７月 中校舎改築工事始まる。 
平成　９年　　８月 中校舎建築竣工式を挙行する。 
平成１１年　１２月 時計塔除幕式を挙行する。 
平成１３年　　４月 体育館新築工事始まる。 
平成１３年　１１月 体育館完成。 
平成１４年　　２月 体育館完成挙式を挙行する。 
平成１５年　　６月 開校１３０周年記念挙式を挙行する。 
平成１５年　　６月 プール完成式を挙行する。 
平成１６年　１０月 第４２回中・四国小学校体育研究大会（山口大会）を開催する。 
平成１７年　　５月 ベルマーク　４００万点 
平成１７年　　８月 吹奏楽コンクール山口県大会金賞受賞 
平成１７年　１０月 山口市と合併、山口市立小郡小学校となる。 
平成１８年　　２月 PTA広報誌「ふれあい」県教育長賞・企画賞を受賞する。 
平成１８年　　８月 吹奏楽コンクール山口県大会金賞受賞 
平成１８年　１０月 PTA広報誌「ふれあい」中国新聞コンクールで山口県教育委員会賞を受賞する。  
平成１９年　　１月 PTA広報誌「ふれあい」県教育長賞を受賞する。 
平成２０年　　８月 吹奏楽コンクール山口県大会銀賞を受賞する。 
平成２１年　　１月 PTA広報誌「ふれあい」優秀賞を受賞する。 
平成２１年　　６月 本館校舎の耐震強度調査を行う。 
平成２１年　　８月 吹奏楽コンクール山口県大会銀賞を受賞する。 
平成２２年　　２月 薄型デジタルテレビを全教室に設置する。  
平成２２年　　３月 生活科（低学年用）の砂場を新設する。  
平成２２年　　８月 吹奏楽コンクール山口県大会銀賞を受賞する。  
平成２２年　　８月 小郡小学校PTA「おやじの会」が発足する。 
平成２３年　　１月 広報誌「ふれあい」県PTA会長賞を受賞する。
平成２３年　　４月 小郡小学校学校運営協議会設置   
平成２３年　　８月 吹奏楽コンクール山口県大会銀賞を受賞する。  
平成２３年　　９月 山口南警察署より交通安全優良学校として表彰される。 
平成２３年　１１月 校訓碑の設置（校門前） 
平成２３年　１１月 第５０回全国国語科教育研究大会を開催する。 
平成２４年　　３月 PTA広報誌「ふれあい」県PTA会長賞を受賞する。 
平成２４年　　４月 文部科学省　「子ども読書活動　優秀実践校」を受賞する。 
平成２４年　　８月 吹奏楽コンクール山口県大会金賞を受賞する。  
平成２５年　　１月 山口県学校安全優良校を受賞する。  
平成２６年　　３月 開校１４０周年記念事業として、運動場に放送スピーカーを増設する。　　　　　　　　　
平成２６年　　４月 青少年赤十字加盟継続５年表彰。　　　　　　　　　　　　　　　　　　　　　　　　　　
平成２６年　　８月 吹奏楽コンクール山口県大会銀賞を受賞する。　　　　　　　　　　　　　　　　　　　　
平成２７年　　８月 吹奏楽コンクール山口県大会金賞を受賞する。　　　　　　　　　　　　　　　　　　　　
平成２７年　１０月 全日本小学校バンドフェスティバル中国大会で優秀賞を受賞する。　　　　　　　　　　　
平成２７年　１０月 本館校舎の耐震化工事が終了する。　　　　　　　　　　　　　　　　　　　　　　　　　
平成２８年　　８月 吹奏楽コンクール山口県大会金賞を受賞する。　　　　　　　　　　　　　　　　　　　　
平成２８年　１０月 全日本小学校バンドフェスティバル中国大会でグッドサウンド賞を受賞する。　　　　　　
平成２９年　　８月 吹奏楽コンクール山口県大会金賞を受賞する。　　　　　　　　　　　　　　　　　　　　
平成３０年　　１月 はちのこ第１学級が本校に移転する。　　　　　　　　　　　　　　　　　　　　　　　
平成３０年　　２月 体育館の耐震化工事が終了する。　　　　　　　　　　　　　　　　　　　　　　　　　　
平成３０年　　８月 吹奏楽コンクール山口県大会金賞を受賞する。　　　　　　　　　　　　　　　　　　　　
平成３０年　１０月 全日本小学校バンドフェスティバル中国大会で優秀賞を受賞する。　　　　　　　　　　　
令和　元年　　７月 中国済南市の子どもたちと交流活動を行う。　　　　　　　　　　　　　　　　　　　　　
令和　元年　１０月 全日本小学校バンドフェスティバル中国大会で優秀賞を受賞する。
令和　２年　　７月 全教室へのエアコン工事完工・供用開始
令和　３年　　３月 通級指導教室・ことばの教室（幼児部）の改修工事完工
令和　３年　　４月 ことばの教室（幼児部）が小郡南小学校から移設される。併せて、地域コーディネーターが本校に配置され、
　　　　　　　　　　　　特別支援教育のサブセンターとなる。
令和　３年　　８月 第60回全日本吹奏楽コンクール山口県大会において金賞を受賞する。
　　　　　　  　１０月 第40回全日本小学生バンドフェスティバル中国大会においてグッドサウンド賞を受賞する。
　　　　　　    １０月 第60回全日本学校歯科保健優良校表彰にて奨励賞を受賞する。
　　　　　　    １１月 第42回小郡花いっぱい運動コンクールにおいて審査員奨励賞を受賞する。
　　　　　　    １１月 北校舎トイレ洋式化改修工事（第１期）完工する。
　　　　　    　１２月 山口県学校歯科保健優良校・山口県歯科医師会会長賞を受賞する。
　　　　　　    １２月 第45回全日本アンサンブルコンテスト山口県大会においてクラリネット3重奏が金賞を受賞する。
令和　４年      ３月 ＰＴＡ広報誌「ふれあい」県ＰＴＡ会長賞を受賞する。
　　　　　　　　　７月 吹奏楽コンクール山口県大会で金賞を受賞する。
　　　　　　　　１０月 全日本小学校バンドフェスティバル中国大会で優秀賞を受賞する。
令和　５年　　  ２月 トイレ洋式化第２期工事　完了
                     ３月 開校１５０周年記念バルーンリリース　
                     ５月 開校１５０周年記念運動会
                     ５月 開校１５０周年記念撮影（ドローンによる）
                     ７月 吹奏楽コンクール山口県大会で金賞を受賞する。
                   １０月 開校１５０周年記念事業「縄跳びチャレンジデー」
                   １１月 全日本小学校バンドフェスティバル中国大会で優秀賞を受賞する。全日本小学校バンドフェスティバル全国大会出場　銀賞受賞　
                   １１月 開校１５０周年記念式典開催
                   １２月 開校１５０周年記念講演会開催
令和　６年　　　３月 開校１５０周年記念誌発刊 

## 通学区域
- 山口市小郡
  - 元橋、東津上、東津中、東津下、新丁、大正上、大正中、柳井田、蔵敷、田町、中央通、津市上、津市中、津市下、津市南、尾崎、金堀、山手上、山手下、円座東、円座西[3]

## 進学先中学校
- 山口市立小郡中学校

## 交通アクセス
JR山口線「周防下郷駅」から徒歩8分、または「スポーツの森前」バス停から徒歩3分。
新山口駅からは、徒歩で約21分、またはバスで「小郡中学校前」バス停まで約3分。